# Un tuffo nel passato 2
Un tuffo nel passato 2 (Hot Tub Time Machine 2) è un film del 2015 diretto da Steve Pink, sequel di Un tuffo nel passato.

## Trama
Cinque anni dopo il primo film, Lou Dorchen e Nick Webber sono diventati ricchi e famosi nel tempo alterato, con Lou diventato un multi-miliardario creatore di Lougle (il suo Google) e membro dei Mötley Crüe alternativi e Nick un cantante di musica pop che plagia le canzoni famose conoscendole in anticipo. Alla festa di Lou, nella sua lussuosa casa, qualcuno vestito in smoking gli spara all'inguine ferendolo gravemente. Jacob, il figlio di Lou, e Nick lo trascinano alla macchina del tempo-vasca idromassaggio che attivano viaggiando indietro nel tempo per trovare e fermare il killer. Quando si svegliano, si trovano dieci anni nel futuro, dove Jacob è il proprietario della casa di Lou e il nitrotrinadium è sparito. Dopo aver stabilito che si trovano in un'altra linea temporale alternativa, e che l'uomo che ha sparato a Lou proviene da questo futuro, vanno dal loro amico Adam Yates, dove incontrano il figlio che è fidanzato con una ragazza di nome Jill.
Lou sospetta che il suo rivale Gary Winkle è l'assassino, però scopre che questo ha fatto la sua fortuna grazie alla vendita di alcuni terreni che Lou avrebbe potuto acquistare e ai quali rinunciò. Quindi vanno alla festa in discoteca di Gary, in cui Adam Jr. prende allucinogeni per la prima volta. Il giorno successivo, frequentano il popolare gioco televisivo Choozy Doozy, dove Nick è il concorrente al quale viene imposto di avere un rapporto sessuale con un uomo nella realtà virtuale. Dato che Lou ha suggerito l'idea, gli viene imposto di partecipare, ma usa la sua "ancora di salvezza" per passare il ruolo di vittima ad Adam Jr. Jacob, disilluso dalle disavventure lascia il gruppo ubriacandosi e drogandosi al club di Gary e poi tenta di suicidarsi lanciandosi dal tetto di Shangry-Lou. Lou gli parla, si fa perdonare e ne impedisce il suicidio.
Quando i ragazzi vedono una notizia in cui Brad, un dipendente della Lougle, ha inventato il nitrotrinadium (l'ingrediente che attiva la macchina del tempo della vasca idromassaggio) sospettano che sia lui il killer. Al matrimonio di Adam Jr, Jacob parla con Brad e si rende conto che non avrebbe avuto motivo di sparare all'uomo, avendo inventato la sostanza chimica proprio dopo essere stato ispirato dalle parole di Lou. Jill, sconvolta dalle azioni di Adam Jr, ha un rapporto sessuale con Lou, e quando il futuro marito lo scopre, ruba l'unica fiala esistente di nitrotrinadium e torna nel passato. Jacob, Nick e Lou tornano a Shangry-Lou, ma in ritardo per fermare la partenza di Adam Jr. Mentre i protagonisti si siedono scoraggiati dalla sconfitta, Jacob si rende conto che, poiché la sostanza chimica è apparsa in passato, ora esiste nel futuro. Tornano al presente e Lou parla con Adam Jr. fermando i suoi propositi omicidi e scusandosi con lui.
A seguito di questi eventi, e conoscendo il proprio futuro, Nick si scusa con la moglie Courtney e Lou dice alla moglie che vuole andare in riabilitazione per la sua tossicodipendenza. Adam Jr. incontra Jill per la prima volta mentre Jacob, ora più sicuro di sé, si avvicina a Sophie (la sua ragazza in futuro) e la convince a uscire insieme. Quando Lou, Nick, Jacob, e Adam Jr. fanno ritorno alla vasca idromassaggio, la testa di Lou viene fatta esplodere da un Lou (o Adam Yates Sr., interpretato da John Cusack nella versione Unrated) vestito con un costume da Minuteman. Il secondo Lou li informa ci sono molteplici Lou in giro e li invita a "rendere l'America un posto migliore". Durante i titoli di coda, i protagonisti sfruttano la macchina del tempo cambiando la storia.

## Distribuzione
Il film è stato distribuito nelle sale cinematografiche statunitensi il 20 febbraio 2015.

## Riconoscimenti
- 2016 - Razzie Awards
  - Candidatura per il peggior attore non protagonista a Chevy Chase
  - Candidatura per il peggior prequel, remake, rip-off o sequel